# Le Plessier-sur-Bulles
Le Plessier-sur-Bulles ist eine französische Gemeinde mit 211 Einwohnern (Stand: 1. Januar 2022) im Département Oise in der Region Hauts-de-France (vor 2016 Picardie). Sie ehört zum Arrondissement Clermont, zur Communauté de communes du Plateau Picard und zum Kanton Saint-Just-en-Chaussée. Die Einwohner werden Plessierrois genannt.

## Geographie
Die Gemeinde Le Plessier-sur-Bulles liegt auf einem Plateau über dem Flusstal der Brèche, etwa 19 Kilometer nordöstlich von Beauvais. Umgeben wird Le Plessier-sur-Bulles von den Nachbargemeinden Le Quesnel-Aubry im Nordwesten und Norden, Nourard-le-Franc im Osten, Le Mesnil-sur-Bulles im Südosten, Bulles im Süden sowie Essuiles im Südwesten und Westen.

## Einwohner
| Jahr                       | 1962 | 1968 | 1975 | 1982 | 1990 | 1999 | 2006 | 2013 | 2021 |
| -------------------------- | ---- | ---- | ---- | ---- | ---- | ---- | ---- | ---- | ---- |
| Einwohner                  | 112  | 108  | 85   | 105  | 135  | 159  | 155  | 194  | 212  |
| Quellen: Cassini und INSEE |      |      |      |      |      |      |      |      |      |

## Sehenswürdigkeiten

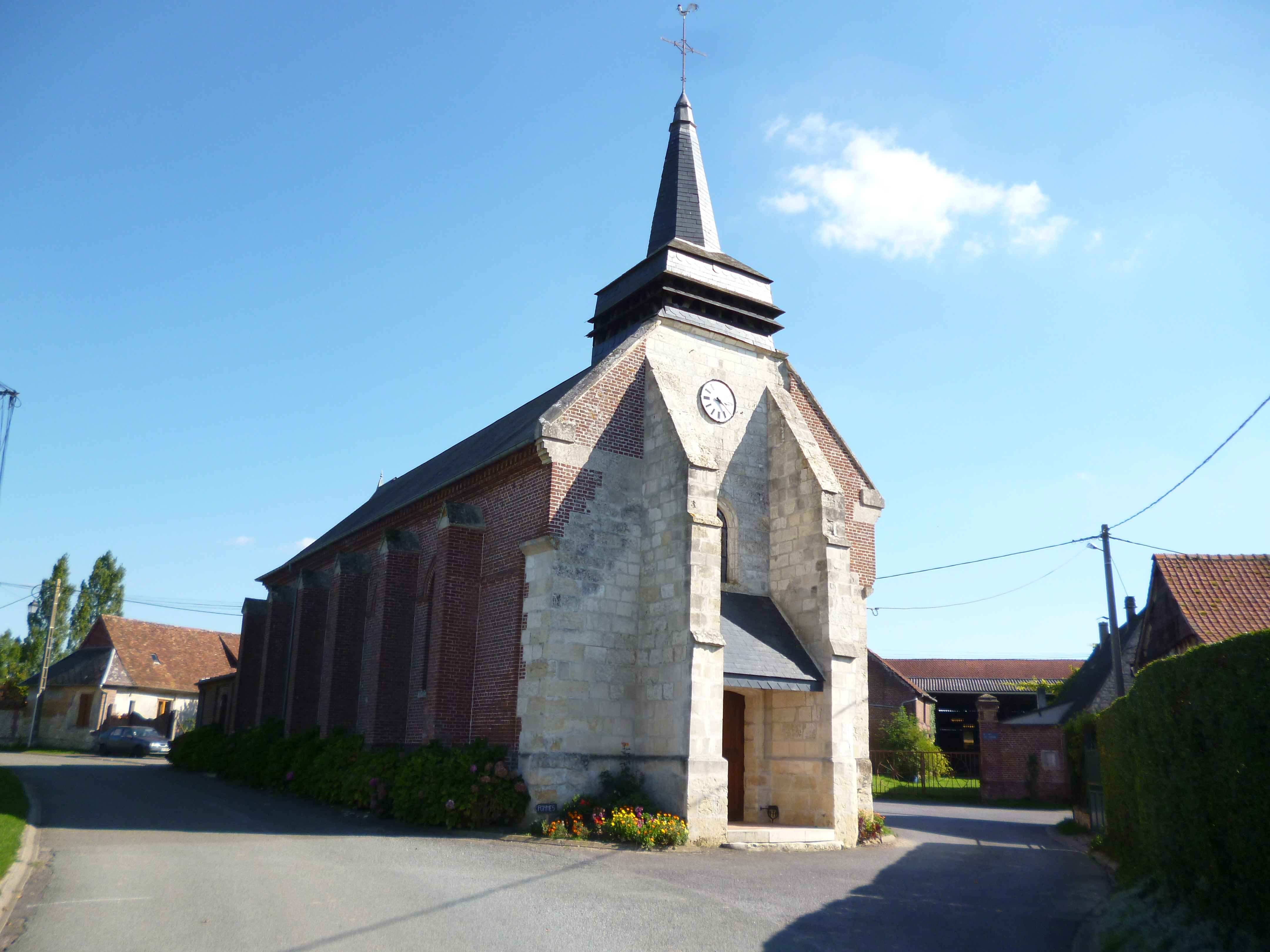
Kirche Saint-Vincent
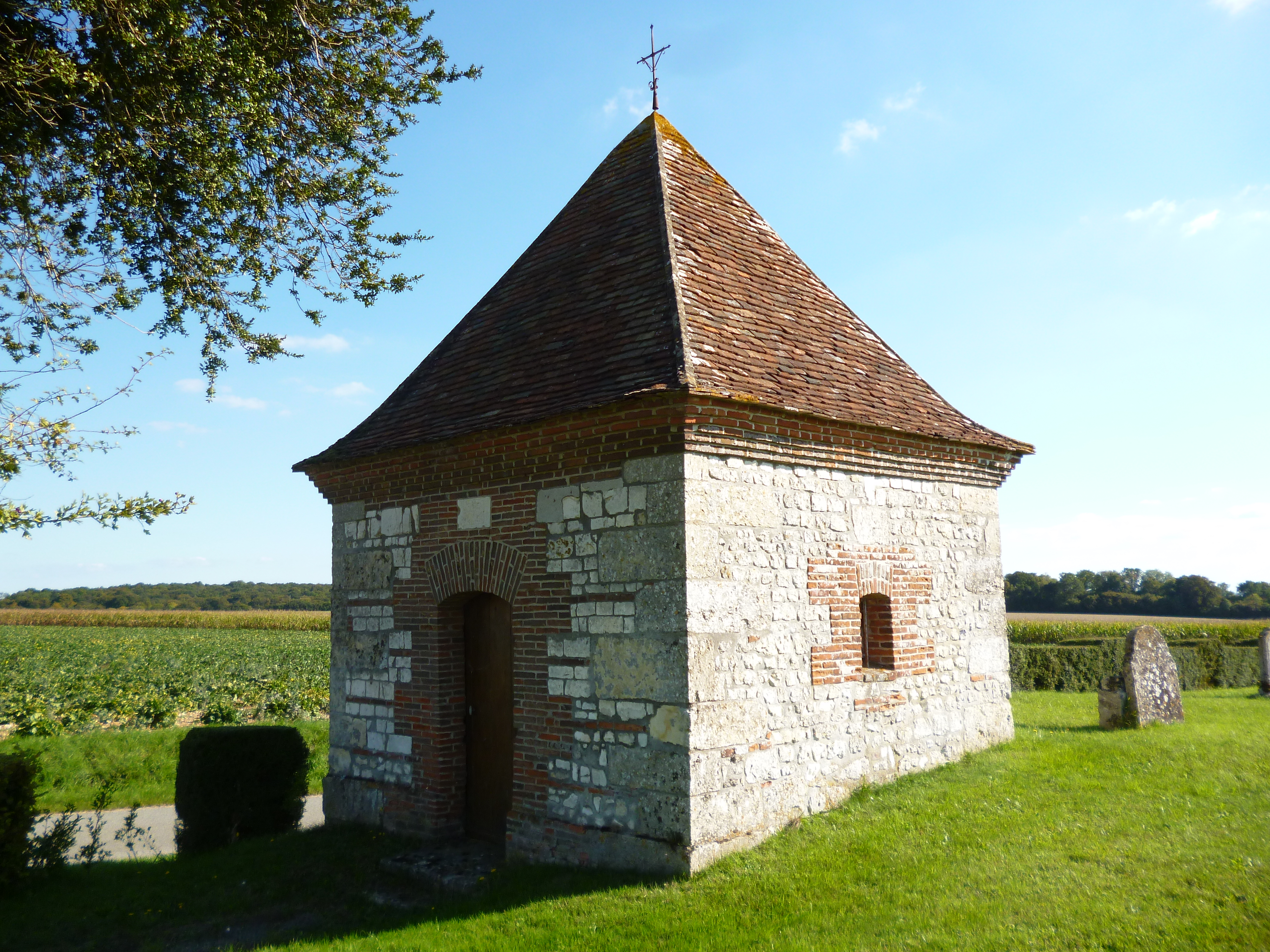
Friedhofskapelle
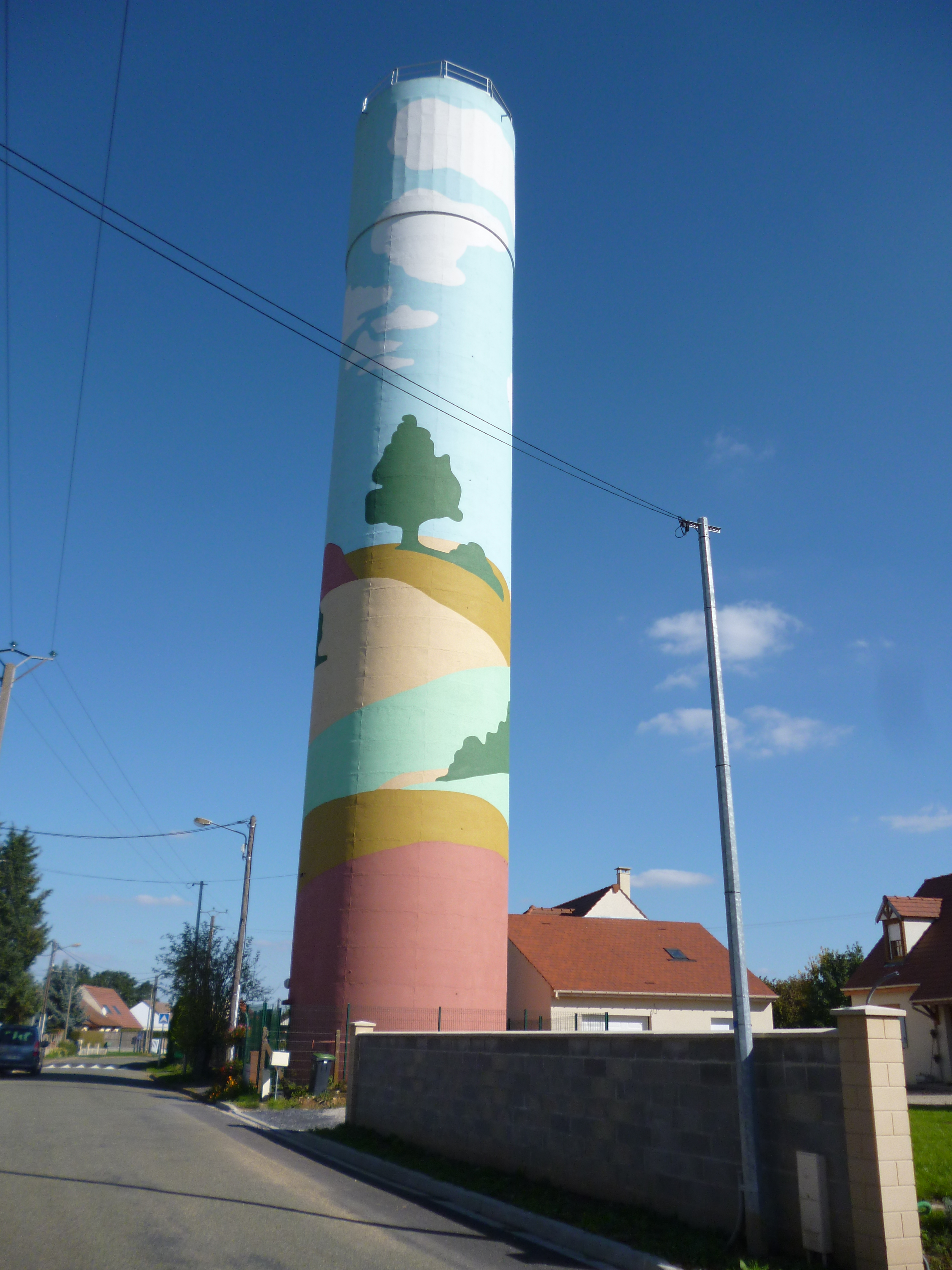
Wasserturm
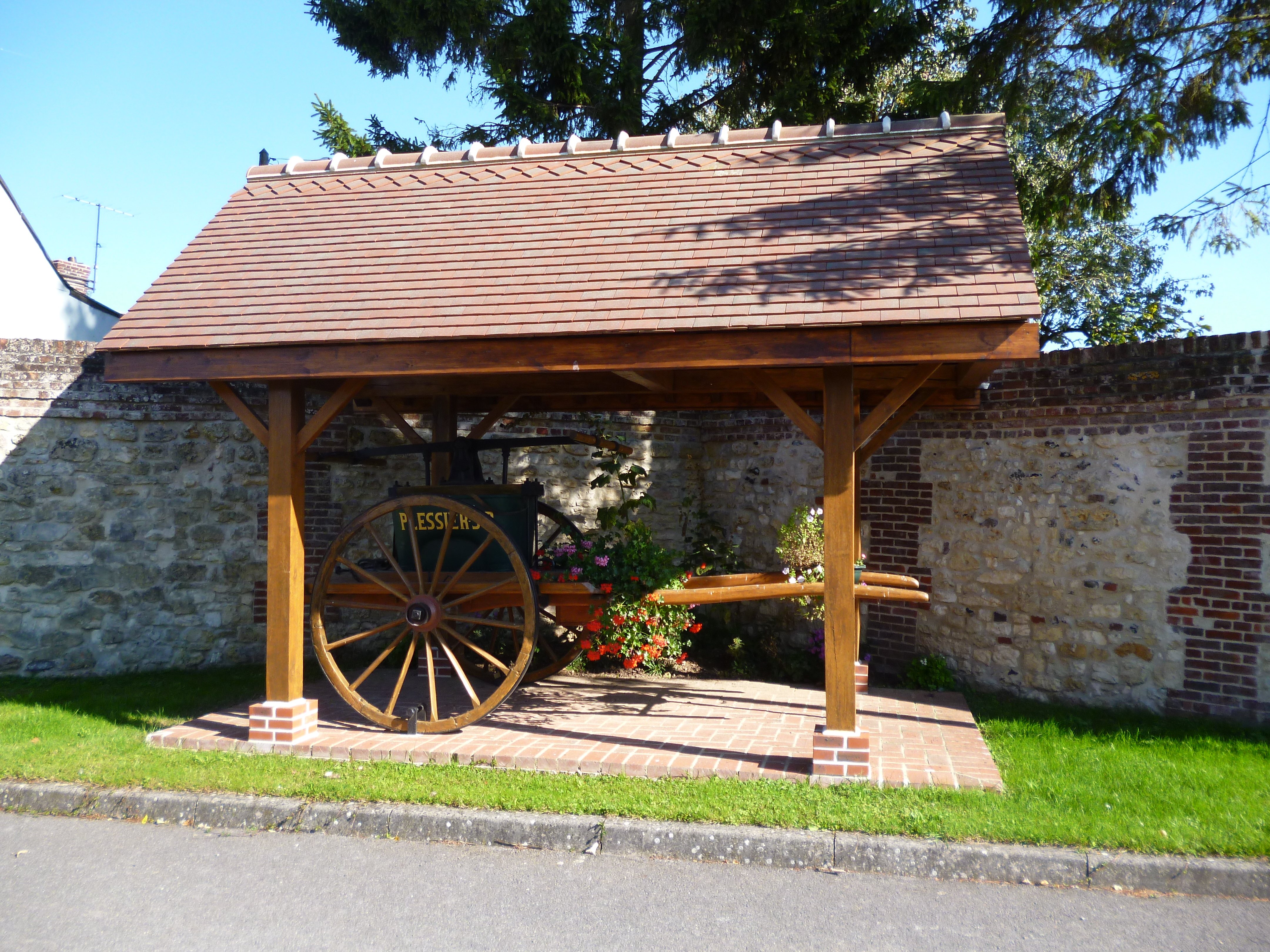
Altes Feuerwehrfahrzeug
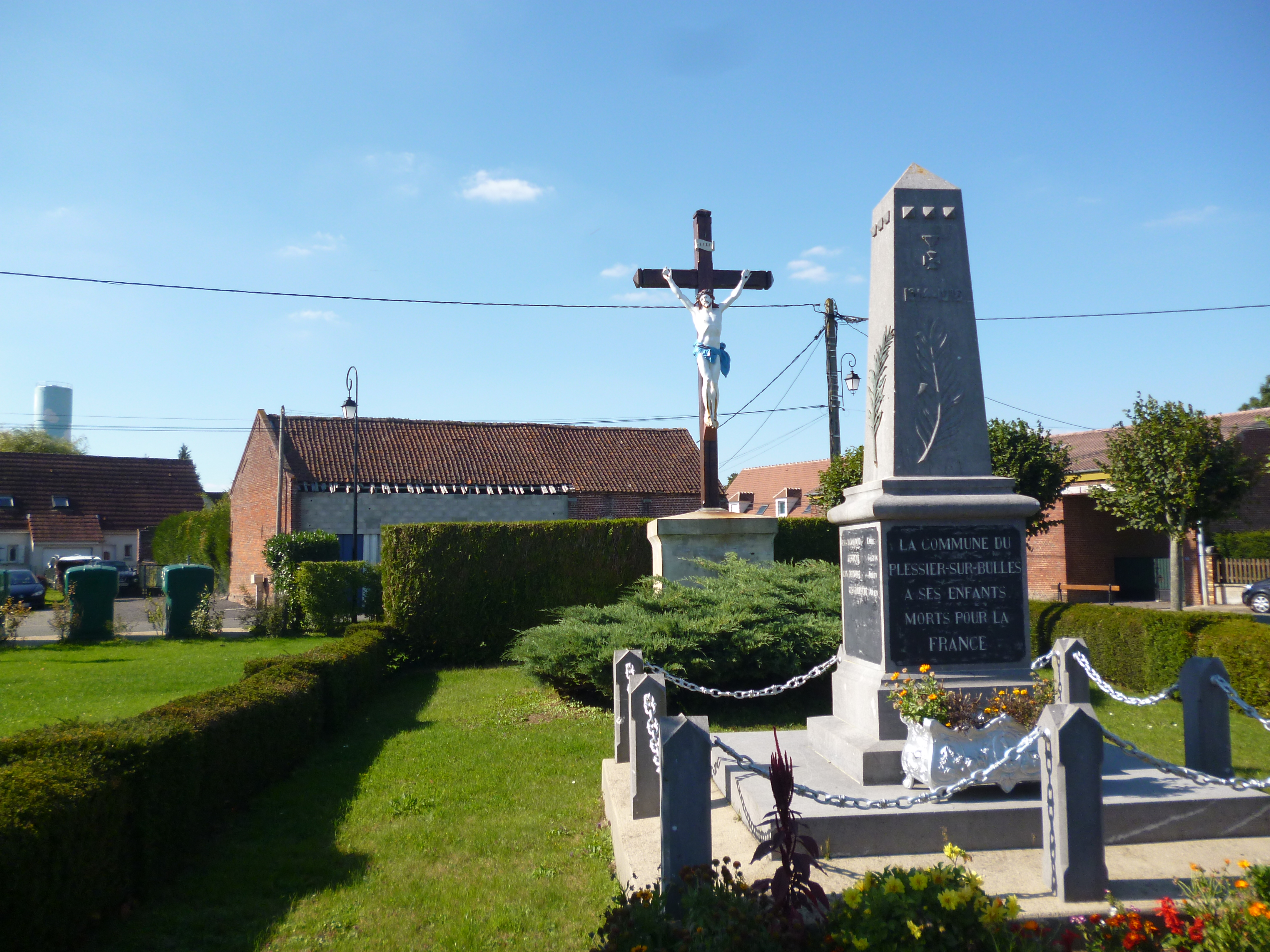
Calvaire und Gefallenendenkmal

- Kirche Saint-Vincent
- Friedhofskapelle
- Wasserturm
- Altes Feuerwehrfahrzeug
- Calvaire und Gefallenendenkmal